# Monika Meyer-Holzapfel
Monika Meyer-Holzapfel, född 14 april 1907 i Lausanne, död 10 september 1995 i Bern, var en schweizisk djurparksdirektor, biolog och djurpsykolog. Hon var den första kvinnan i Europa som blev direktor för ett zoo och även den första kvinnan som 1946 blev ledamot i International Union of Directors of Zoological Gardens (IUDZG) (idag World Association of Zoos and Aquariums).
Hennes föräldrar var filosofen Rudolf Maria Holzapfel och konstnären Bettina Holzapfel-Gomperz.
Meyer-Holzapfel studerade zoologi, botanik, geologi och mineralogi vid universiteten i Bern och München. 1933 blev hon vid Berns universitet doktor. Som adjungerad professor publicerade hon flera avhandlingar om sina studier med djur i olika europeiska djurparker, bland annat i Basel, Paris och Amsterdam.
Mellan 1944 och 1969 var hon direktor för djurparken Dählhölzli i Bern. Hennes populärvetenskapliga böcker om livet i djurparken gjorde Meyer-Holzapfel känd för allmänheten. 1988 blev hon hedersdoktor vid Hamburgs universitet.